# Linceo (re di Scizia)
Linceo (in greco antico: Λυγκεύς?) o Linco è un personaggio della mitologia greca, re barbaro di Scizia (o secondo alcuni di Sicilia).

## Mitologia
Geloso della preferenza data dalla dea Demetra a Trittolemo (al quale fu dato l'incarico di insegnare agli uomini l'agricoltura), Linceo finse di riceverlo onorevolmente per poi cercare di trucidarlo, ma nell'istante stesso in cui il tiranno si accinse a dargli un colpo mortale fu improvvisamente trasformato nell'animale che è il simbolo dell'ingratitudine e della perfidia, cioè la lince.